# Multiplayer.it
Multiplayer.it è un sito web italiano dedicato al mondo dei videogiochi, creato nel 1998 da Andrea Pucci e di proprietà del gruppo NetAddiction.
A titolo statistico, risulta essere uno dei principali siti web italiani specializzati a tema videoludico e qualunquista con oltre due milioni di utenti attivi ogni mese.

## Storia
Multiplayer.it viene creato il 28 dicembre 1998 da Andrea Pucci tramite il gruppo NetAddiction, con sede a Terni; inizialmente si dedica solo ai videogiochi per PC, ma in seguito all'acquisizione di Alternative Reality decide di affrontare anche le tematiche legate alle console.
Nel 2002 la redazione di Multiplayer.it partecipa al Futurshow di Bologna e allo SMAU di Milano e diventa partner ufficiale dell'Electronic Consumer Trade Show di Londra; inoltre, per la prima volta nella storia, prende parte a fiere internazionali come l'Electronic Entertainment Expo di Los Angeles e la Gamescom di Colonia.
Nel 2003, con il raggiungimento di 100.000 iscritti, il sito inizia ad offrire contenuti speciali a pagamento, tra i quali un servizio di e-commerce, un servizio di distribuzione digitale e la pubblicazione di una serie di guide strategiche ufficiali in collaborazione con Dorling Kindersley; questi contenuti a pagamento verranno poi abbandonati nel 2006.
Nel 2004 la redazione partecipa ad altre fiere del settore come il Tokyo Game Show di Tokyo e la Game Developers Conference di San Francisco.
Dal 2009, partecipa al Lucca Comics & Games, portando i libri pubblicati da Multiplayer Edizioni e i prodotti dello shop Multiplayer.com, oltre che uno stand per l'intrattenimento.
Il 17 gennaio 2011 rende disponibile l'app del sito sull'App Store e quindi su iPhone e iPod touch, così da poter permettere ai lettori di accedere velocemente ai contenuti principali del portale anche da smartphone. Dallo stesso anno è partner del Milan Games Week, la manifestazione italiana ufficiale dedicata all'intrattenimento videoludico promossa da AESVI, a cui il portale vi partecipa ogni anno con una propria postazione e un coverage editoriale della manifestazione.
Il 13 maggio 2013 va online Multiplayer.it 6.0, una nuova versione del sito più moderna e sviluppata con la tecnica di RWD, che porta Multiplayer.it a cessare il supporto per l'applicazione su dispositivi iOS.
Dal 12 marzo 2014 è disponibile l'applicazione di Multiplayer.it per PlayStation 3 e PlayStation 4 in cui sono visibili tutti i video presenti sul sito più alcuni in esclusiva per l'applicazione. La redazione ha annunciato che lo scopo del giornale on-line è quello di "essere presente su più piattaforme e console possibili, ma ovviamente per ognuna esistono tempi e accordi differenti, nonché possibilità maggiori o minori a seconda del produttore dell'hardware". Da febbraio 2015 l'applicazione è disponibile anche per PSVita.
Dal 15 marzo 2015 Multiplayer.it diventa partner ufficiale dell'RBS 6 Nazioni, prendendo parte all'evento con un proprio stand presso lo Stadio Olimpico di Roma.
Nello stesso anno diventa anche media partner ufficiale del Comicon 2015 di Napoli partecipando all'evento, dal 30 aprile al 3 maggio, con uno stand.
A 4 anni dall'ultimo consistente aggiornamento, il 29 maggio del 2017 viene pubblicata una nuova versione del sito.
Il 13 settembre 2022 viene lanciato Multiplayer.it Plus, un abbonamento che consente agli utenti iscritti di navigare il sito senza pubblicità.

## Contenuti

### Articoli
Multiplayer.it offre articoli dedicati ai videogiochi per console, PC e smartphone con notizie giornaliere, anteprime, prove, recensioni, interviste, speciali, editoriali, classifiche e dati di vendita di videogiochi e console; agli utenti è data la possibilità di partecipare sia commentando i singoli articoli sia attraverso un forum.

### Streaming
Nel giugno 2006 il sito ha inaugurato il proprio canale video, con rubriche autoprodotte e diari di viaggio dalle fiere videoludiche. Dal 2008 e negli anni seguenti, adattandosi ai tempi moderni, questo aspetto è stato potenziato e la testata ha cominciato quindi ad offrire ulteriori speciali, rubriche e approfondimenti a video, affiancati anche da streaming giornalieri sulla piattaforma Twitch (trasmessi sia dalla redazione che da streamer professionisti) e video a scopo di intrattenimento volti a far conoscere il dietro le quinte delle convention più importanti sui videogiochi.
Nel marzo del 2008 il sito ha aperto un servizio di podcast video, mentre ad aprile dello stesso anno è stato inaugurato quello audio. Il podcast in seguito si è evoluto in una rubrica di live-streaming settimanali, in cui la redazione commenta e discute le notizie videoludiche della settimana e interagisce con gli utenti attraverso la chat.

### Cosplay
Il 9 dicembre 2014 ha inaugurato una sezione del sito dedicata al cosplay, inizialmente solo femminile e poi anche maschile, con la pubblicazione di set di foto e video di presentazione periodici, realizzati in esclusiva per il portale. La sezione è stata infine eliminata dopo qualche anno.